# Rosa Valetti
Rosa Valetti (eigtl. Rosa Alice Vallentin, * 26. Januar 1876 in Berlin; † 10. Dezember 1937 in Wien) war eine deutsche Schauspielerin, Kabarettistin und Chansonnière.

## Leben

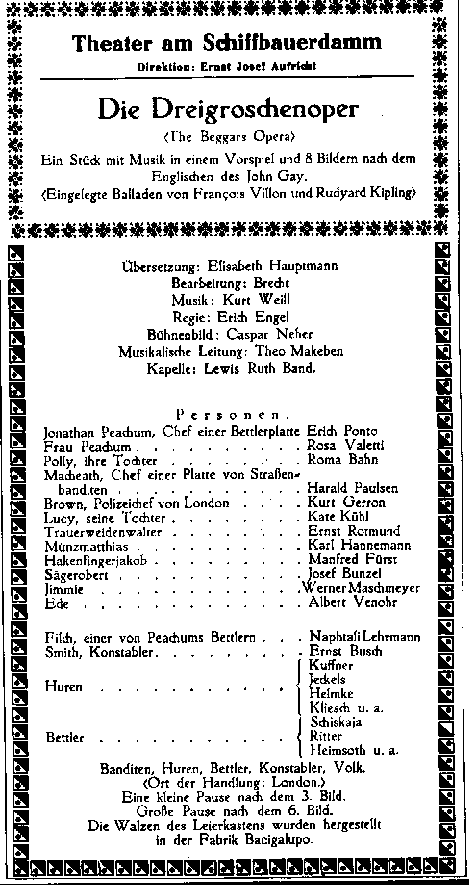
Rosa Valetti als Frau Peachum in Dreigroschenoper

Sie war die Tochter des Holzhändlers und Fabrikbesitzers Felix Vallentin und Schwester des Schauspielers Hermann Vallentin. Rosa Valetti sammelte ihre ersten Erfahrungen an Berliner Vorstadtbühnen, bevor sie – animiert durch die Novemberrevolution und durch die Begegnung mit Kurt Tucholsky – zum Kabarett ging. 1920 gründete sie das Kabarett Größenwahn im Café Größenwahn, das zu einem der bedeutendsten, literarisch und politisch ambitioniertesten Kabaretts im Berlin der 1920er Jahre avancierte. 1928 spielte sie bei der Uraufführung der Dreigroschenoper die Rolle der Frau Peachum.
Im gleichen Jahr gründete sie zusammen mit dem Musiker und Texter Erich Einegg in Berlin das Kabarett Larifari, bei welchem u. a. Ernst Busch, Max Colpet, Valeska Gert, Trude Kolman, Werner Finck, Kate Kühl, Hubert von Meyerinck, Rudolf Platte, Marcella Salzer und Aribert Wäscher auftraten.
Ab 1911 erhielt Rosa Valetti auch Filmrollen. Die eher resolut wirkende Schauspielerin war meistens in Mutterrollen zu sehen; im Film Die Prinzessin und der Geiger spielte die 49-Jährige bereits eine Großmutter. In der berühmten Produktion Der blaue Engel ist sie in der Rolle der Guste, der Ehefrau des Direktors und Zauberkünstlers (gespielt von Kurt Gerron), zu sehen. Neben Josef von Sternberg drehte sie auch mit anderen bekannten Filmregisseuren; sie spielte etwa die böse Haushälterin in Friedrich Wilhelm Murnaus Tartüff und war in Fritz Langs Filmklassiker M in einem Kurzauftritt als Wirtin zu sehen.
1933 ging Rosa Valetti in die Emigration; es folgten Auftritte in Wien und in Prag sowie 1936 in Palästina. Sie heiratete 1899 in erster Ehe den aus Warschau stammenden Pianisten Edmund Hertz. Die Ehe wurde 1906 geschieden. In zweiter Ehe heiratete Rosa Valetti dann 1907 den aus Wien stammenden Journalisten Karl Singer. Später war sie in dritter Ehe mit dem Schauspieler Ludwig Roth verheiratet und hatte zusammen mit ihm eine Tochter, die Schauspielerin Lisl Valetti.
Nach ihr ist die „Rosa-Valetti-Straße“ in Berlin-Mahlsdorf benannt.
Ihre Grabstätte befand sich bis 2001 im Urnenhain der Feuerhalle Simmering in Wien (Abteilung 6, Ring 3, Gruppe 8, Nummer 270).

## Filmografie
- 1911: Frau Potiphar
- 1914: Wollen sie meine Tochter heiraten?
- 1914: Kleine weiße Sklaven
- 1915: Das Laster
- 1915: Lisas Opfer
- 1916: Spiel im Spiel
- 1916: Die Gräfin Heyers
- 1917: Nicht lange täuschte mich das Glück
- 1918: Othello oder: Das Verhängnis eines Fürstenhauses
- 1918: Wanderratten
- 1918: Die lachende Maske
- 1920: Die Tänzerin Barberina
- 1920: Kurfürstendamm
- 1920: Steuermann Holk
- 1920: Weltbrand
- 1920: Die Schuld der Lavinia Morland
- 1920: Der Dummkopf
- 1920: Das Mädchen aus der Ackerstraße. 1. Teil
- 1921: Das Haus zum Mond
- 1921: Die rote Katze
- 1922: Der Graf von Essex
- 1922: Der Strom
- 1924: Steuerlos
- 1924: Zwischen Morgen und Morgen
- 1924: Das goldene Kalb
- 1925: Die Prinzessin und der Geiger
- 1925: Die Blumenfrau vom Potsdamer Platz
- 1925: Heiratsschwindler
- 1925: Die Moral der Gasse
- 1925: Tartüff
- 1926: Das Gasthaus zur Ehe
- 1926: Schatz, mach’ Kasse
- 1926: Die Waise von Lowood
- 1927: Dr. Bessels Verwandlung
- 1927: Üb’ immer Treu’ und Redlichkeit
- 1927: Herkules Maier
- 1928: Spione
- 1929: Das brennende Herz
- 1929: Der Held aller Mädchenträume
- 1929: Asphalt
- 1930: Der blaue Engel
- 1931: Die Abenteurerin von Tunis
- 1931: M
- 1931: Das Ekel
- 1931: Ehe m.b.H.
- 1931: Täter gesucht
- 1931: Wiener Wald
- 1931: Das Geheimnis der roten Katze
- 1932: Zwei Herzen und ein Schlag
- 1932: Die unsichtbare Front
- 1932: Die Tänzerin von Sanssouci
- 1932: Skandal in der Parkstraße
- 1933: Moral und Liebe
- 1934: Liliom (Mitwirkung ungewiss)
- 1958: Das gab’s nur einmal[7]

## Theater
- 1928: Marcellus Schiffer: Ein Stück Malheur – Regie: Wilhelm Bendow (Komödienhaus Berlin)
- 1928: Sacha Guitry: Ich liebe dich – Regie: Eugen Robert (Tribüne Berlin)
- 1928: Bertolt Brecht, Kurt Weill: Die Dreigroschenoper (Frau Peachum) – Regie: Erich Engel (Theater am Schiffbauerdamm Berlin)
- 1929: George Bernard Shaw: Helden (Bulgarische Mama) – Regie: Erwin Kalser (Berliner Theater)
- 1930: Frederick Lonsdale: Sex Appeal – Regie: Robert Forster-Larrinaga (Deutsches Künstlertheater Berlin)
- 1930: Elmer Rice: Die Straße – Regie: Heinz Hilpert (Berliner Theater)
- 1932: Marcel Pagnol: Fanny (Honorine) – Regie: Heinz Hilpert (Theater Volksbühne am Bülowplatz Berlin)
- 1933: René Fauchois: Achtung! Frisch gestrichen! (Magd Ursula) – Regie: Victor Barnowsky (Komödienhaus Berlin)